# Festival d'Eurovisió de Joves Ballarins 1985
La I edició del Festival d'Eurovisió de Joves Ballarins es va celebrar al Teatre Municipal de Reggio Emilia (Itàlia) el 16 de juny de 1985.
Hi van debutar 11 països i la guanyadora va ser Arantxa Argüelles, representant de TVE (Espanya) en la primera edició d'aquest certamen.

## Mapa de participacions

Països participants.

## Participants i classificació
| Posició | País i TV                 | Representant                          |
| ------- | ------------------------- | ------------------------------------- |
| 1       | Espanya · TVE             | Arantxa Argüelles                     |
| 2       | Noruega · NRK             | Arne Fagerholt                        |
| 3       | Suècia · SVT              | Mia Stagh & Göran Svalberg            |
| -       | Bèlgica · BRT / RTBF      | Ariane van de Vyver & Ben Huys        |
| -       | Finlàndia · YLE           | Anneke Lönnroth                       |
| -       | França · France 3         | Christine Landault & Stephane Elizabe |
| -       | Itàlia · RAI              | Sabrina Vitangeli                     |
| -       | Països Baixos · NOS       | Jeanette den Blijker & Ruben Brugman  |
| -       | Suïssa · SSR / TSR        | Xavier Ferla                          |
| -       | Regne Unit · BBC          | Maria Almeida & Errol Pickford        |
| -       | Alemanya Occidental · ZDF | Stefanie Eckhof                       |